# Paul James (Rugbyspieler)
Paul James (* 13. Mai 1982 in Neath, West Glamorgan) ist ein walisischer Rugby-Union-Spieler, der auf der Position des Pfeilers eingesetzt wird. Er ist für die Ospreys aktiv.
James begann 2003 seine Profikarriere bei den Ospreys. Im selben Jahr kam er auch zu seinem Nationalmannschaftsdebüt gegen Rumänien, bis heute das einzige Länderspiel von ihm. Er stand in den folgenden Jahren öfter im Kader der Waliser, war jedoch nur Ersatz für die Stammkräfte. Im Verein gewann er zweimal die Magners League und einmal den Anglo-Welsh Cup.